# Weltreiterspiele 1998
| Weltreiterspiele 1998        | Weltreiterspiele 1998 |
| ---------------------------- | --------------------- |
| Austragungsort:              | Rom, Italien          |
| Sportstätte:                 | Pratoni del Vivaro    |
| Teilnehmende Pferdesportler: | 42 Nationen           |
| Wettkämpfe:                  | 11 in 5 Disziplinen   |
| Eröffnung:                   | 1. Oktober 1998       |
| Abschluss:                   | 11. Oktober 1998      |

Die FEI Weltreiterspiele 1998 fanden vom 1. bis 11. Oktober 1998 in Rom, Italien statt. Es war die 3. Auflage der Weltreiterspiele, die alle vier Jahre stattfanden und von der FEI veranstaltet wurden.
In Rom wurden 11 Wettkämpfe in den 5 Disziplinen ausgetragen. Die Wettkämpfe fanden an mehreren Veranstaltungsorten innerhalb und außerhalb Roms statt: im Flaminio-Stadion in Rom für Spring- und Dressurreiten, im Reitkomplex Pratoni del Vivaro für Vielseitigkeitsreiten und Fahrsport und im Tenuta Santa Barbara in der Bracciano, 30 Kilometer von der Hauptstadt entfernt das Voltigieren.
Die Vierspännerfahrer repräsentieren mit ihren Gespannen bei den Weltreiterspielen den Fahrsport. Bei den Fahrwettbewerben der Vierspänner wurden drei Teilprüfungen bestritten: die Fahr-Dressur, das Marathonfahren und das Hindernisfahren.

## Medaillen
Folgende Medaillen wurden vergeben:
| Dressur Einzel        | Isabell Werth mit Gigolo FRH | Anky van Grunsven mit Bonfire | Ulla Salzgeber mit Rusty 47                                                                                                 |  |  |  |
| Dressur Equipe        | Isabell Werth mit Gigolo FRH Karin Rehbein mit Donnerhall Nadine Capellmann mit Gracioso Ulla Salzgeber mit Rusty                               | Anky van Grunsven mit Bonfire Coby van Baalen mit Ferro Ellen Bontje mit Silvano Gonnelien Rothenberger mit Dondolo                              | Louise Nathhorst mit Walk On Top Ulla Håkansson mit Bobby Annette Solmell mit Strauss Jan Brink mit Bjorsell's Fontana      |  |  |  |
|                       | | | |  |  |  |
| Vierspänner Einzel    | Ulrich Werner | Michael Freund | Ton Monhemius |  |  |  |
| Vierspänner Equipe    | Ton Monhemius Ijsbrand Chardon Harry de Ruyter                                                                                                  | Michael Freund Christoph Sandmann Helmut Rolfes                                                                                                  | Jan-Erik Pahlsson Fredrik Persson Tomas Eriksson                                                                            |  |  |  |
|                       | | | |  |  |  |
| Vielseitigkeit Einzel | Blyth Tait mit Ready Teddy | Mark Todd mit Broadcast News | Paula Törnqvist mit Monaghan                                                                                                |  |  |  |
| Vielseitigkeit Equipe | Blyth Tait mit Ready Teddy Mark Todd mit Broadcast News Vaughn Jefferis mit Bounce Sally Clark mit Squirrel Hill                                | Marie-Christine Duroy mit Summer Song Rodolphe Scherer mit Bambi de Brière Jean-Lou Bigot mit Twist de la Beige Philippe Mull mit Viens du Frêne | David O’Connor mit Giltedge Kerry Milikin mit Out and About Bruce Davidson Sr. mit Heyday Karen O’Connor mit Prince Panache |  |  |  |
|                       | | | |  |  |  |
| Springen Einzel       | Rodrigo Pessoa mit Gandini Lianos | Thierry Pomel mit Thor des Chaines | Franke Sloothaak mit San Patrignano Jolly                                                                                   |  |  |  |
| Springen Equipe       | Lars Nieberg mit Loro Piana Esprit Markus Beerbaum mit Lady Weingard Franke Sloothaak mit San Patrignano Jolly Ludger Beerbaum mit P.S. Priamos | Alexandra Ledermann mit Rochet Roger-Yves Bost mit Airborne Montecillo Éric Navet mit Atout d'Isigny Thierry Pomel mit Thor des Chaines          | Diane Lampard mit Abbervail Dream Geoff Billington mit It's Otto Nick Skelton mit Hopes are H. John Whitaker mit Heyman     |  |  |  |
|                       | | | |  |  |  |
| Voltigieren Männer    | Devon Maitozo mit Whisky | Matthias Lang mit Quitus du Madon | Henrik Ossenbrink mit Panjano                                                                                               |  |  |  |
| Voltigieren Frauen    | Nadia Zülow mit Rainbow | Kerith Lemon mit Pasio | Janine Oswald mit Rainbow                                                                                                   |  |  |  |
| Voltigieren Gruppe    | Deutschland | Schweiz | Vereinigte Staaten |  |  |  |

In der Dressur waren folgende Funktionären verantwortlich:
Mariette Withages war Präsidentin der Ground-Jury, weitere Mitglieder der Ground-Jury waren Francis Verbeek, Linda Zang, Adalberto Boetti und Volker Moritz.